# Hegenmüller (Adelsgeschlecht)

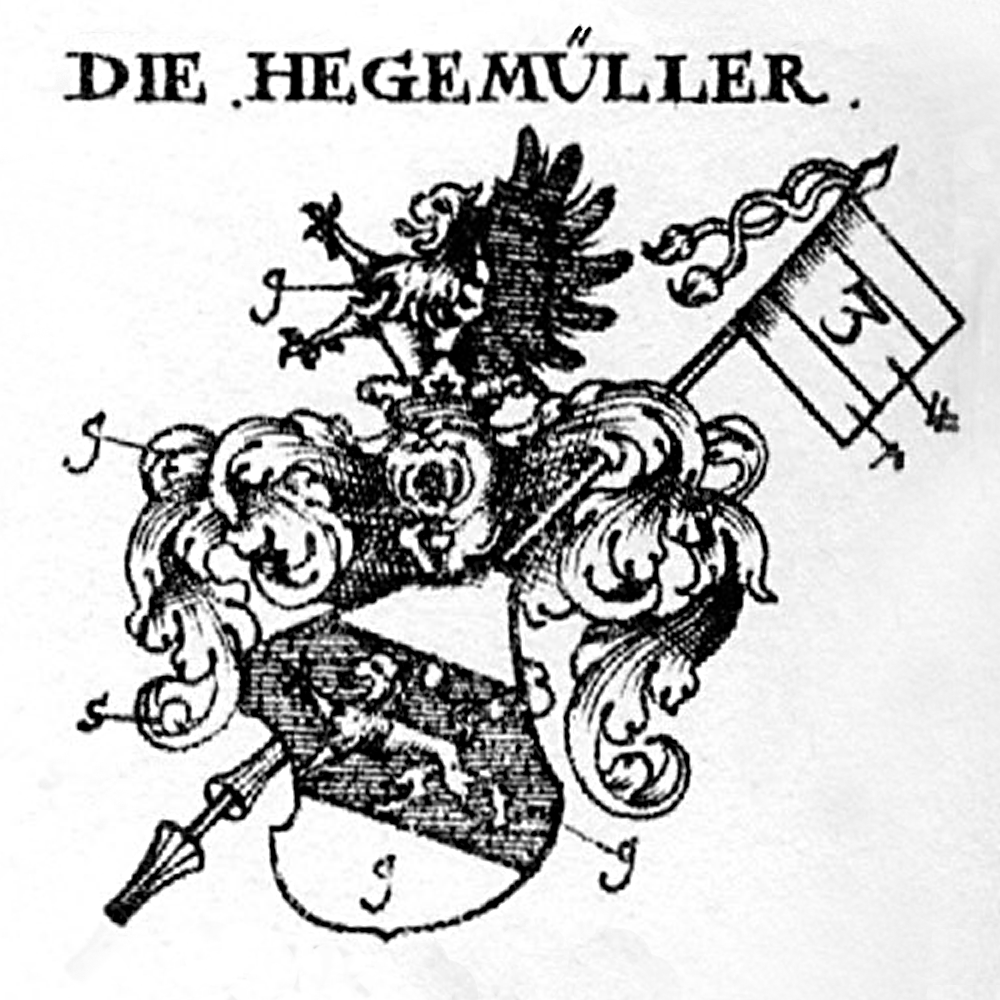
Wappen der Hegemüller

Die Hegenmüller von Dubenweiler (auch Hegemüller) waren ein aus Schwaben stammendes Bürgergeschlecht, welches 1568 in den Adelsstand, 1623 in den neuen und 1633 in den alten niederösterreichischen Ritterstand aufgenommen und 1650 in den Freiherrnstand erhoben wurde.

## Geschichte
Georg Hegenmüller war kaiserlicher geheimer Hofkanzleischreiber, sein Sohn Johann (Hans) war k.k. Hofkanzler und wurde 1568 von Maximilian II. geadelt. Johann Ruprecht Hegenmüller, der Enkel von Georg, wurde 1623 unter die neuen und 1633 unter die alten nö Ritterstandsgeschlechter aufgenommen. Wenzeslaus (Wenzel) Hegenmüller von Dubenweiler wurde 1650 Freiherr  zu Albrechtsberg (an der Pielach) und 1651 mit dem Erbland-Küchenmeisteramt in Österreich belehnt.

## Persönlichkeiten
- Johann (Hanns) Hegenmüller (* um 1498; † 27. September 1584), bayrischer Hofrat und Reichshofrat, k.k. Hofkanzler, 1568 geadelt
- Johann Ruprecht Hegenmüller (1572–1633), Landuntermarschall von Niederösterreich, Herr von Albrechtsberg
- Wenzeslaus Hegenmüller von Dubenweiler († 1667), Freiherr zu Albrechtsberg, Hofkammerrat, Erbland-Küchenmeisteramt
- Johann Albrecht Hegenmüller, Dompropst und infulirter Prälat zu Budweis